# Porto Calvo
Porto Calvo é um município brasileiro do estado de Alagoas. Sua população estimada em 2004 era de 24 614 habitantes.

## História
O município de Porto Calvo é a freguesia mais antiga do estado, pois já existia no século XVI. Sua fundação é atribuída a Cristóvão Lins, a quem foram doadas terras que se estendiam do rio Manguaba ao Cabo de Santo Agostinho. "A sesmaria recebeu o nome de Santo Antônio dos Quatro Rios – Manguaba, Camarajibe, Santo Antônio Grande e Tatuamunha – compreendia as terras entre os rios Manguaba, passando pelo Camarajibe (Matriz e Passo do Camaragibe), Tatuamunha (Porto de Pedras) e chegando ao rio Santo Antônio, em São Luiz do Quitunde". Nesta região, ele iniciou a cultura canavieira, e construiu uma capela e sete engenhos. Os novos proprietários procuraram logo fazer a derrubada das matas e plantar cana-de-açúcar, surgindo daí os engenhos bangüês que sustentaram a economia alagoana durante quatro séculos, até serem substituídos pelas usinas. Os primeiros engenhos foram construídos por Cristóvão Lins, os quais ele batizou com os nomes de Escurial, Maranhão e Buenos Aires.
Porto Calvo foi um dos primeiros locais a ser habitado pelos portugueses. A cruzada organizada por Cristóvão Lins percorreu parte do litoral, expulsando os índios e se apossando de suas terras. Cristóvão Lins recebeu o título de alcaide-mor de Porto Calvo em 1600. O povoado foi se formando com o movimento entre o norte e o sul, assumindo características de vila nos primeiros trinta anos do século XVII. A origem do nome vem de uma lenda na qual um velho calvo, que morava às margens do rio, construiu um porto, conhecido como o "Porto do Calvo". Quando foi elevada à vila, passou a se chamar Bom Sucesso, em homenagem à vitória de Matias de Albuquerque contra os holandeses, mas permaneceu Porto Calvo até os dias atuais.
Sempre presente em fatos políticos, Porto Calvo teve papel saliente nos diversos acontecimentos sociais e políticos da Capitania de Pernambuco, haja vista, que à época esta como o Estado de Alagoas eram parte do Estado de Pernambuco. Fez-se notável pela parte que tomou na guerra com os holandeses, serviu de base para as forças expedicionárias e como entreposto comercial durante o período da destruição do célebre Quilombo dos Palmares. Tem como filhos ilustres Calabar, Zumbi e Guedes de Miranda, sendo que Domingos Fernandes Calabar se tornou o caso mais famoso de deserção da história do país. Figura muito discutida por historiadores, com duas correntes antagônicas, uns considerando-o herói e outros o julgando traidor da pátria por ter se aliado aos holandeses. Na época do Brasil Colônia, num tempo em que não se encontrava solidificado o sentimento nativista e a consciência de uma pátria como a temos nos dias atuais, a deserção era fato corriqueiro dentro das fileiras dos exércitos. Calabar não foi o único a desertar, outros que por diversos motivos e pertencentes às mais diferentes etnias e nacionalidades mudavam de lado rotineiramente.
A freguesia, sob invocação de N.S. da Apresentação, foi criada por volta de 1575. Sendo elevado de povoado à vila em 12 de Abril de 1636, e foi elevada à categoria de cidade pela Resolução nº 1.115, de 14 de Novembro de 1889 e depois pelo Decreto nº 10, de 10 de Abril de 1890. Como atrativos (além da própria história), o município oferece a Igreja Matriz, considerada Monumento Nacional em 6 de Junho de 1952, pelo Senado Federal e tombada em 17 de janeiro de 1955 pelo serviço de Patrimônio Histórico e Artístico Nacional, a Igreja de Nossa Senhora da Apresentação traz estampada em seu frontispício a data de 1610, como ano de sua conclusão. Temos o Alto da Forca e o rio Manguaba, além das festas da padroeira (21/11) e do aniversário (12/04).

## Geografia
O município de Porto Calvo localiza-se na região norte do litoral alagoano, limitando-se com Jundiá (33Km), Matriz de Camaragibe (25Km), Porto de Pedras (30Km), Japaratinga (20Km), Maragogi (30Km) e Jacuípe (18 km). Distante de Maceió 96 quilômetros e está situado 35 metros acima do nível do mar. Ocupa uma área de 335 km², é a 31ª região em extensão territorial do Estado de Alagoas.
Seu relevo apresenta duas feições: a primeira a dos tabuleiros, com uma topografia plana e suavemente ondulada, modelada em rochas sedimentares argiloarenosas. A segunda corresponde a do modelado em rochas cristalinas, com uma topografia ondulada e movimentada, destacando-se as serras do Café, do Urubu e Benfica. A altitude oscila de poucos metros a 200 metros.

### Hidrografia
A rede hidrográfica é constituída pelos Rios Salgados, Grupiuna, Manguaba, e seus afluentes, Comandatuba, Muicatá e Tapamundé.

### Clima e vegetação
Situado em altitudes muito baixas no litoral do Estado de Alagoas, o clima desse município é tropical megatérmico e úmido, quase subúmido. A variação climática sazonal é assegurada, principalmente pelo regime de chuvas: há uma estação muito chuvosa, centralizada no inverno (Junho, Julho e Agosto) e uma estação seca centralizada no verão (Novembro, Dezembro e Janeiro). Os totais anuais de chuvas são elevados, normalmente entre 1400 e 1500 mm, porém as chuvas são mal distribuídas ao longo do ano. Embora a estação da chuva inicie-se normalmente em março e termine em agosto (61% do total anual), somente a partir de maio iniciam-se as chuvas, estendendo-se até agosto, onde há uma grande formação de água (500 a 600 mm, normalmente) que fica disponível para o escoamento superficial. Em contra partida, de outubro a fevereiro, chove apenas 15 a 20% do total anual. Considerando que as temperaturas permanecem em níveis predominante elevados durante todo ano, a necessidade natural de águas nessa época torna 15% a 20% de chuvas insuficientes, daí resultam grande déficit de água nos solos; que costumam prosseguir até abril. Tem as características de um clima temperado ocorrendo máxima de 30º e mínima de 20º. O inverno tem seu início em abril e termina em setembro.
O município de Porto Calvo era coberto pela Mata Atlântica, hoje bastante rara, preservada em alguns pontos e em recuperação em outros. Porto Calvo era dotado de consideráveis riquezas florestais, havendo madeiras de várias espécies. O junco e o peri-peri, destinados à confecção de esteiras, são encontradas em grandes quantidades em vários rios portocalvenses. Já a riqueza de origem animal se constata em grande quantidade nos rios e lagoas.
Esta vegetação exuberante aos poucos foi sendo substituída por outra, muito pouco diversificada, de sua principal cultura a cana-de-açúcar. O clima também é favorável à lavoura de subsistência (mandioca, milho, etc.)

## População e economia
Segundo o Instituto Brasileiro de Geografia e Estatística (IBGE), no recenseamento de 2000, Porto Calvo tinha aproximadamente uma população de 23.951 habitantes divididos entre zona rural (8.689 habitantes) e zona urbana (14.983 habitantes), sendo que o total de homens é 12.132 e de mulheres é de 11.819. Porém, fontes extra-oficiais estimam uma população aproximada de 30.000 habitantes.
A argila ou barro para a fabricação de telhas e tijolos, constitui a principal riqueza mineral. Como riqueza de origem animal existem peixes e camarões nos principais rios e lagoas, o que propicia também uma pequena atividade pesqueira, havendo também criatórios particulares para comercialização. A atividade agropecuária e a indústria açucareira constituem a base econômica local. As demais atividades que têm predominância na economia municipal são a produção de açúcar, de álcool, através da Usina Santa Maria; e as cerâmicas. Seguem-se o arroz, mandioca e coco-da-baía. A cana-de-açúcar é escoada para a Usina Santa Maria enquanto os demais produtos são exportados para Maceió. A pecuária, que anos atrás, ocupava uma posição de destaque em sua economia está reduzida a uma criação considerada apenas regular. Não há indústrias significativas no município, exceto a usina.
Porto Calvo concentra um comércio de variadas opções e economia estável, além de feira livre ás sextas e sábados, considerada a maior da região. Os estabelecimentos bancários são a Caixa Econômica Federal, Banco do Brasil e Bradesco, de grande movimento diário. Há uma agência dos Correios, várias serralherias, proporcionado um bom número de empregos diretos e indiretos e uma casa lotérica.

### Aspectos socioeconômicos
Na construção da sua história ao longo dos seus 371 anos de existência quando foi elevado de povoado à vila, o município tem se desenvolvido em alguns aspectos, sendo que em período passados a sua história ficou esquecida. A comunidade portocalvense até o ano de 1965 ficava às escuras no horário de 22:00 horas por diante, por possuir na sede deste município um pequeno motor a óleo acompanhado de um pequeno gerador que fornecia energia elétrica para o município até o horário acima citado. Hoje as comunidades urbanas e rurais são beneficiadas pela CHESF, por meio da Companhia Energética de Alagoas (Ceal), sendo a mesma responsável pela distribuição da energia elétrica no município.
Para transportar a produção açucareira da Usina Santa Maria (única indústria de porte médio em 1967), para o Porto de Maceió, o Sr. "Zeca Galego", que possuiu um Alfa Romeo (caminhão de Carroceria); que quando passava pela fazenda Bereguedé e outras, alegrava as crianças com suas buzinadas e a rapaziada se divertia quando as crianças gritavam assim: "Apita, Zeca Galego".
Em relação ao abastecimento de água, Porto Calvo foi beneficiado com a construção de barragem para tratamento, beneficiando toda o município, além dos povoados da Mangazala, Caxangá.
Com exceção da sua Igreja Matriz, concluída na primeira década do século XVII, tudo o que era antigo foi destruído tanto pela ânsia de seus habitantes por casas novas e modernas, quanto pela imposição de administrações do passado, que com pressa em modernizar as calçadas e as fachadas das casas, sem conhecimento do valor histórico das construções antigas, destruiu grande parte do patrimônio histórico do município, a expansão do setor comercial, pela exiguidade de espaço também operou grande destruição neste sentido. A própria Matriz, única relíquia histórica que resiste ao tempo, não se sabe como era no tempo de sua inauguração, por causa das inúmeras reformas e deformações que sofreu ao longo dos séculos. Por isso, Porto Calvo, atualmente é apenas uma referência histórica. Um município modernizado, apenas antigo na história.

## Turismo
Nenhuma administração procurou reconstruir a importante história do município, dando ênfase e apoio às manifestações culturais e as atrações do município, onde se destacam:
- Igreja Nossa Senhora da Apresentação, tombada pelo Patrimônio Histórico e Artístico Nacional, onde são promovidas quermesses e festas religiosas;
- Alto da Forca, herança do domínio holandês, onde atualmente se localiza o Hospital Municipal, de onde se pode admirar um maravilhoso cenário natural;
- Festa de São Sebastião (20 de Janeiro);
- Festa de Nossa Senhora da Apresentação (padroeira) (21 de novembro);
- Festa da comemoração do aniversário (12 de abril).
- E as manifestações folclóricas estão registradas nas seguintes danças: arrasta-velha, cambina, pastoril, quadrilha e coco-de-roda, bem como o Carnaval.

## Educação
No campo educacional, o município é responsável por 43 escolas, distribuídas entre a zona rural e urbana, oferecendo da educação infantil ao ensino fundamental. Havendo duas escolas estaduais com ensino fundamental e médio e uma particular do maternal ao fundamental I, além de uma extensão da Universidade Federal de Alagoas – Ufal, oferecendo curso de graduação à distância.

## Símbolos da cidade
A bandeira do município reflete toda a riqueza que o município produz. A bandeira foi criada no dia 7 de setembro de 1978 pelo portocalvense Isaías Soares da Silva.
Suas cores e significado são:
- Verde: representa as matas.
- Branco: representa a paz.
- Azul: representa o céu.
- Vermelho: representa o sangue derramado pelo herói Calabar.

O símbolo: representado pelas três moendas dos engenhos de cana-de-açúcar Escurial, Água Fria e Comandatuba.
A primeira moenda é a representação da principal cultura e riqueza: a cana-de-açúcar.
A segunda moenda é a representação dos três morros: Cemitério, Hospital e Igreja Matriz. As listas Brancas lembram os quatro rios que circundam a cidade: Comandatuba. Mucaitá, Tapamundé e Manguaba.
Finalmente, a terceira moenda, é a representação da cultura do arroz, que alimenta o povo alegre e acolhedor.